# ایپن
ایپن (به هلندی: Epen) یک منطقهٔ مسکونی در هلند است که در خولپن-ویتم واقع شده‌است. ایپن ۱٬۰۹۵ نفر جمعیت دارد.